# تشخيص البناء
تشخيص البناء هي عملية شاملة لجمع البيانات عن ظروف، كشف، تحليل الأخطاء، شذوذ، عيوب في مواد البناء. وبالتحديد، يُعد تشخيص المباني عملية شاملة من الأساليب والتقنيات لجمع البيانات المتعلقة بالفحص والتحليل والتنبؤ[1] بالعيوب/الاختلالات/الأعطال في حالة المبنى أو الهيكل وبيئته الداخلية وأدائه ومدى انتشار هذه العيوب، وذلك حسب نوع استخدام المبنى والخدمات التي يقدمها للمالك. هذه العملية يمكن القيام بها دون مساعدة (باستخدام العين المجردة) ولكن في كثير من الأحيان بمساعدة التكنولوجيا المتقدمة مثل الأشعة تحت الحمراء، الموجات فوق الصوتية، الرادار، الاهتزاز، وأشعة الليزر. الناتج النهائي لتشخيص البناء هو وجود أسباب محتملة للعيوب ولأخطاء البناء واقتراح للإجراءات تصحيحية مناسبة.